# 聖ヴァーツラフの王冠

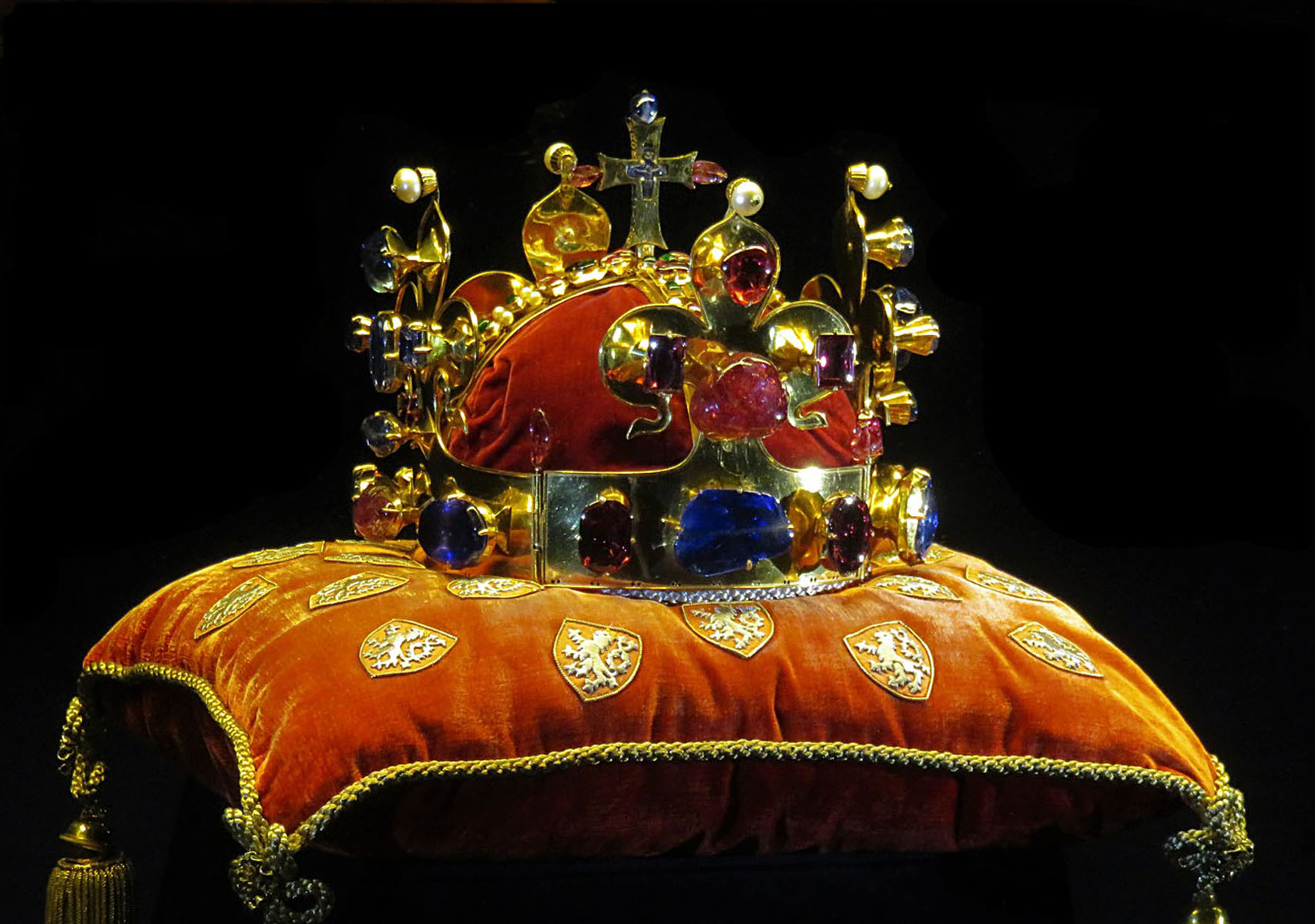
聖ヴァーツラフ王冠

聖ヴァーツラフの王冠は1347年に製作されたボヘミアの戴冠用宝飾の一部をなす王冠である。ルクセンブルク家出身の11代目のボヘミア王、神聖ローマ皇帝カール4世により彼の戴冠式の為に制作されたもので、第一のボヘミアの守護聖人である聖ヴァーツラフへと捧げられ、ボヘミア王の戴冠を表すものとして伝えられた。カール4世の命によりこの新しい王冠はプラハに近いカルルシュテイン城へと常に保管された。この王冠が最後に用いられたのは1836年に行われたフェルディナント1世の戴冠式であった。

## 装飾
聖ヴァーツラフ王冠は21から24K（純度88 - 92%）の金で作られ、貴石や真珠で装飾された。王冠の重さは2475gで、サファイア19石、スピネル44石、ルビー1石、エメラルド30石、真珠20粒が使われている。

## 所在

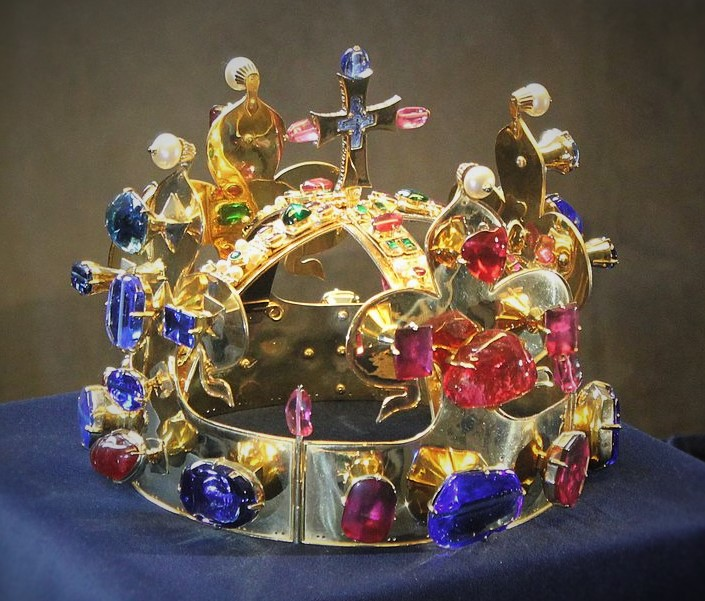
プラハ城旧王宮内にある王冠のレプリカ

多くの他のヨーロッパの王家の宝とは異なり、聖ヴァーツラフ王冠は公開されておらず、そのレプリカのみ展示されている。他の戴冠用宝飾と共に、聖ヴィート大聖堂の聖ヴァーツラフ礼拝堂の扉から繋がる一室に保管されており、正確な保管場所は一般には知らされていない。戴冠宝飾へと繋がる入り口の扉は7つの鍵で施錠されており、これらの鍵はそれぞれ、チェコ共和国大統領、チェコ共和国議会代議院議長、チェコ共和国議会元老院議長、チェコ共和国首相、プラハ市長、プラハ大司教、聖ヴィート大聖堂参事会代表司祭が保管する。戴冠宝飾はおおよそ5年に1度行われる特別な展覧会の為に取り出され、数日間展示される。2016年5月にはカレル1世生誕700年を祝うために展示された。また、2013年にもチェコの新たな大統領就任の際に展示されている。2018年の公開ではガラスケースに収められ、来訪者が全ての面から鑑賞ができるよう公開された。

## 伝説
古いチェコの伝説では、王冠は聖ヴァーツラフ個人に属するもので正統なボヘミア王の戴冠式にのみ使われるものであり、簒奪者が王冠を被ると1年以内に死ぬ運命が待っていると伝えられる。第二次世界大戦中、ナチス親衛隊国家保安本部長官兼ベーメン・メーレン保護領副総督であったラインハルト・ハイドリヒ親衛隊大将は、聖ヴィート大聖堂の調査の際こっそり「戴冠した」と言われるが、戴冠後1年を待たずしてチェコのレジスタンスにより暗殺された。ハイドリヒがそうした証拠はないのであるが、この伝説は広く信じられている。